# 七里河站 (洛阳市)
七里河站是洛阳轨道交通1号线的地铁车站，位于中华人民共和国河南省洛阳市涧西区延安路与珠江路交叉口，于2021年3月28日开通。

## 车站结构
七里河站位于延安路与珠江路交叉口，沿延安路设置，呈东西走向，为地下两层岛式站台车站，车站长521米，宽19.7米，车站地下一层为站厅层，地下二层为站台层，站台设置全高站台门。车站西侧设有两条存车线。
| 地面              | 出入口 | A、D、E出入口                                                                                             |
| 地下一层          | 站厅   | 客服中心、自动售票机、验票机                                                                              |
| 地下二层          | 站台   | \| \| \| █ 1号线往红山（牡丹广场） \| \| 島式 · 開左邊车门 \| \| \| \| \| \| █ 1号线往杨湾（王城公园） \| |
|                   |        | █ 1号线往红山（牡丹广场）                                                                                 |
| 島式 · 開左邊车门 |        | |
|                   |        | █ 1号线往杨湾（王城公园）                                                                                 |

## 出入口
七里河站目前开放3个出入口，各出口及周围设施如下所示：
| 出口编号            | 照片 | 地点                         | 可到达目的地             |
| ------------------- | ---- | ---------------------------- | ------------------------ |
| A · 出口 · （设有） |      | 延安路（南），黄河路（西）   | 洛铜四十三街坊，七里河村 |
| D · 出口 · （设有） |      | 延安路（北），珠江路（东）   | 洛铜三十七街坊东院       |
| E · 出口            |      | 延安路（北），中州西路（西） | 洛铜零三七街坊           |
| 图例： 设有         |      |                              |                          |

## 接驳交通

### 公交车
- 延安路珠江路口：9路，11路，17路，19路，40路，45路，50路，99路，103路，103路夜，202路
- 黄河路吉林路：17路，32路

## 历史
本站工程名与正式站名均为七里河站，以车站所处的七里河社区命名。
- 2019年1月26日，车站主体结构封顶[2]。
- 2021年3月28日，车站随1号线通车开通[1]。